# Bob Davis
Robert Davis, detto Bob (Bronx, 2 aprile 1950), è un ex cestista statunitense, professionista nella NBA.

## Carriera
Venne selezionato dai Portland Trail Blazers al secondo giro del Draft NBA 1972 (14ª scelta assoluta).